# Udmúrtia
Udmúrtia, oficialment la República Udmurta, (rus: Удмуртская Республика) és una república de Rússia situada a l'Europa de l'Est. Forma part administrativament del Districte Federal del Volga. La seva capital és la ciutat d'Ijevsk. És la llar natal de la nació Udmurta.

## Nom
El nom Udmurt prové d'odo-mort ("gent del prat"), on la primera part representa l'arrel pèrmica od o odo ("prat, clar, gespa, verdor"). Això està recolzat per un document datat l'any 1557, en què els udmurts són coneguts com a lugovye lyudi ('gent dels prats'), juntament amb el nom tradicional rus otyaki.
La segona part murt significa "persona" (cf. Komi mort, Mari mari). Probablement és un manlleu primerenc d'una llengua escita: mertäo o martiya ('persona, home'; cf. Urdu mard ), que es creu que va ser manllevat del terme indoari maryá- ('home, mortal, aquell que està obligat a morir'. cf. Antic índic márya ('guerrer jove') i marut ('guerrer carro'), tots dos relacionats específicament amb cavalls i carros. Els indoeuropeistes T. Gamkrelidze i V. Ivanov associen aquesta paraula amb les tribus altaiques de l'edat del bronze.
D'altra banda, en la tradició russa, el nom de 'gent del prat' fa referència especialment als habitants de la riba esquerra del riu. Recet, la més rellevant és la versió de VV Napolskikh i SK Belykh. Suposen que aquest etnònim va ser manllevat de l'indoiraní *anta 'fora, tancar, darrer, vora, límit, límit' o turc-altaic *anda / *ant 'jurament (en fidelitat), camarada, amic'.

## Història

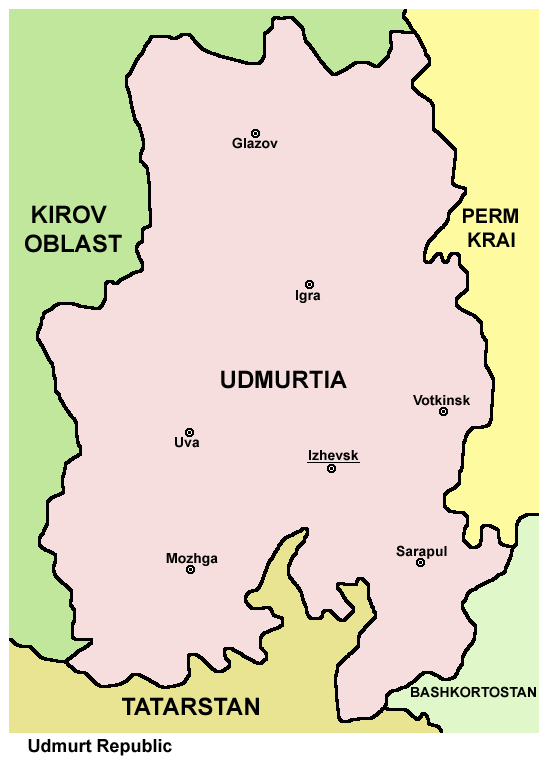
Mapa de la República d'Udmúrtia

El 4 de novembre de 1920, es va formar l'Òblast Autònom de Votyak. L'1 de gener de 1932, va ser rebatejada com a Província Autònoma d'Udmurt,que després es va reorganitzar en l'RSSA d'Udmurt el 28 de desembre de 1934. Durant la Segona Guerra Mundial, moltes fàbriques industrials van ser evacuades de l'RSS d'Ucraïna i les zones frontereres occidentals cap a Udmúrtia.

## Geografia
La república es troba a l'oest de les muntanyes Urals i limita amb Kirov, Perm, Baixkíria i el Tatarstan.
Udmúrtia és una república de la Federació Russa, situada a la Rússia Central entre els ramals de dos dels rius més grans i antics d'Europa: el Kama i el seu afluent dret el Vyatka.
La ciutat d'Ijevsk és el centre administratiu, industrial i cultural d'Udmúrtia. Geogràficament, es troba no gaire lluny de Moscou, la capital i ciutat més gran de la Federació Russa. La ciutat té un sistema de transport ben desenvolupat (que inclou aire, terra i aigua).
Udmúrtia limita amb l'Òblast de Kirov a l'oest i al nord, l'Òblast de Perm a l'est i les repúbliques de Baixkortostan i Tatarstan al sud.

### Clima
La república té un clima continental moderat, amb estius càlids i hiverns freds i nivosos. La precipitació anual és de 400–600 mm de mitjana.
| Mes    | Temperatura mitjana |
| ------ | ------------------- |
| Gener  | −14.5 °C (5.9 °F)   |
| Juliol | +18.3 °C (64.9 °F)  |

## Demografia
Població: 1,452,914 (Cens 2021)
Tot i que a partir del 2007 la població anava disminuint, la davallada s'estava estabilitzant i era més pronunciada a les zones urbanes. Dels 19.667 naixements reportats l'any 2007, 12.631 van ser en zones urbanes (11,86 per 1.000) i 7.036 en zones rurals (14,88 per 1.000). Les taxes de natalitat a les zones rurals són un 25% superiors a les de les zones urbanes. Del total de 21.727 morts, 14.366 es van registrar a zones urbanes (13,49 per 1.000 habitants) i 7.361 a zones rurals (15,56 per 1.000 habitants). El descens natural de la població es va mesurar en un −0,16% per a les zones urbanes i un insignificant −0,07% per a les zones rurals (la mitjana de Rússia va ser del −0,33% el 2007).
 

### Estadístiques vitals
Font
|      | Població mitjana (×1,000) | Naixements | Morts  | Canvi natural | Taxa bruta de natalitat (per 1,000) | Taxa bruta de mortalitat (per 1,000) | Canvi natural (per 1,000) | Taxa de Fecunditat |
| ---- | ------------------------- | ---------- | ------ | ------------- | ----------------------------------- | ------------------------------------ | ------------------------- | ------------------ |
| 1970 | 1,421                     | 23,286     | 13,265 | 10,021        | 16.4                                | 9.3                                  | 7.1                       |                    |
| 1975 | 1,459                     | 26,497     | 14,666 | 11,831        | 18.2                                | 10.1                                 | 8.1                       |                    |
| 1980 | 1,508                     | 27,601     | 16,862 | 10,739        | 18.3                                | 11.2                                 | 7.1                       |                    |
| 1985 | 1,562                     | 29,343     | 17,553 | 11,790        | 18.8                                | 11.2                                 | 7.5                       |                    |
| 1990 | 1,614                     | 24,345     | 15,816 | 8,529         | 15.1                                | 9.8                                  | 5.3                       | 2.04               |
| 1991 | 1,619                     | 22,213     | 16,002 | 6,211         | 13.7                                | 9.9                                  | 3.8                       | 1.90               |
| 1992 | 1,623                     | 20,074     | 18,063 | 2,011         | 12.4                                | 11.1                                 | 1.2                       | 1.73               |
| 1993 | 1,622                     | 17,126     | 21,923 | −4,797        | 10.6                                | 13.5                                 | −3.0                      | 1.48               |
| 1994 | 1,619                     | 16,874     | 24,183 | −7,309        | 10.4                                | 14.9                                 | −4.5                      | 1.45               |
| 1995 | 1,615                     | 15,484     | 22,445 | −6,961        | 9.6                                 | 13.9                                 | −4.3                      | 1.32               |
| 1996 | 1,610                     | 14,877     | 20,641 | −5,764        | 9.2                                 | 12.8                                 | −3.6                      | 1.26               |
| 1997 | 1,606                     | 15,368     | 19,881 | −4,513        | 9.6                                 | 12.4                                 | −2.8                      | 1.30               |
| 1998 | 1,603                     | 16,130     | 19,080 | −2,950        | 10.1                                | 11.9                                 | −1.8                      | 1.36               |
| 1999 | 1,598                     | 15,793     | 20,745 | −4,952        | 9.9                                 | 13.0                                 | −3.1                      | 1.32               |
| 2000 | 1,592                     | 16,256     | 21,852 | −5,596        | 10.2                                | 13.7                                 | −3.5                      | 1.36               |
| 2001 | 1,583                     | 16,636     | 22,810 | −6,174        | 10.5                                | 14.4                                 | −3.9                      | 1.38               |
| 2002 | 1,572                     | 17,746     | 24,520 | −6,774        | 11.3                                | 15.6                                 | −4.3                      | 1.46               |
| 2003 | 1,561                     | 17,982     | 24,571 | −6,589        | 11.5                                | 15.7                                 | −4.2                      | 1.47               |
| 2004 | 1,552                     | 18,238     | 23,994 | −5,756        | 11.7                                | 15.5                                 | −3.7                      | 1.47               |
| 2005 | 1,543                     | 17,190     | 24,006 | −6,816        | 11.1                                | 15.6                                 | −4.4                      | 1.38               |
| 2006 | 1,535                     | 17,480     | 22,011 | −4,531        | 11.4                                | 14.3                                 | −3.0                      | 1.40               |
| 2007 | 1,529                     | 19,667     | 21,727 | −2,060        | 12.9                                | 14.2                                 | −1.3                      | 1.57               |
| 2008 | 1,525                     | 20,421     | 21,436 | −1,015        | 13.4                                | 14.1                                 | −0.7                      | 1.65               |
| 2009 | 1,523                     | 21,109     | 20,227 | 882           | 13.9                                | 13.3                                 | 0.6                       | 1.71               |
| 2010 | 1,522                     | 21,684     | 21,100 | 584           | 14.3                                | 13.9                                 | 0.4                       | 1.78               |
| 2011 | 1,519                     | 21,905     | 20,358 | 1,547         | 14.4                                | 13.4                                 | 1.0                       | 1.83               |
| 2012 | 1,518                     | 23,225     | 19,526 | 3,699         | 15.3                                | 12.9                                 | 2.4                       | 1.98               |
| 2013 | 1,517                     | 22,138     | 19,332 | 2,806         | 14.6                                | 12.7                                 | 1.9                       | 1.92               |
| 2014 | 1,517                     | 22,060     | 19,461 | 2,599         | 14.5                                | 12.8                                 | 1.7                       | 1.96               |
| 2015 | 1,517                     | 22,195     | 19,533 | 2,662         | 14.6                                | 12.9                                 | 1.7                       | 2.01               |
| 2016 | 1,517                     | 21,024     | 19,090 | 1,934         | 13.8                                | 12.6                                 | 1.2                       | 1.96               |
| 2017 | 1,515                     | 17,954     | 18,130 | −176          | 11.9                                | 12.0                                 | -0.1                      | 1.72               |

### Grups ètnics
Segons el cens de 2021, els russos representen el 67,7% de la població de la república, mentre que els udmurts ètnics només representen el 24,1%. Altres grups inclouen els tàrtars (5,5%), els maris (0,5%), els ucraïnesos (0,3%) i una sèrie de grups més petits, cadascun representant menys del 0,5% de la població total de la república.
| Udmurts | 395.607 | 52,3% | 484.168 | 34,2% | 479.702 | 32,1% | 496.522 | 30,9% | 460.584 | 29,3% | 410.584 | 28,0% | 299.874 | 24,1% |
| Bessermians | 9.200   | 1,2%  | 484.168 | 34,2% | 479.702 | 32,1% | 496.522 | 30,9% | 2.998   | 0,2%  | 2.111   | 0,1%  | 1.903   | 0,2%  |
| Russos | 327.493 | 43,3% | 809.563 | 57,1% | 870.270 | 58,3% | 945.216 | 58,9% | 944.108 | 60,1% | 912.539 | 62,2% | 841.581 | 67,7% |
| Tàtars | 17.135  | 2,3%  | 87.150  | 6,1%  | 99.139  | 6,6%  | 110.490 | 6,9%  | 109.218 | 7,0%  | 98.831  | 6,7%  | 67.964  | 5,5%  |
| Altres | 6.781   | 0,9%  | 36.794  | 2,6%  | 43.061  | 2,9%  | 53.435  | 3,3%  | 53.408  | 3,4%  | 42.558  | 2,9%  | 31.540  | 2,5%  |
| 1 210.052 persones estaven registrades a partir de bases de dades administratives i no podien declarar una ètnia. S'estima que la proporció d'ètnies d'aquest grup és la mateixa que la del grup declarat. |         |       |         |       |         |       |         |       |         |       |         |       |         |       |

Més de dos terços de la població mundial dels udmurts viuen a la república.

### Grups religiosos
Segons una enquesta de 2012, el 33,1% de la població d'Udmúrtia s'adhereix a l'Església Ortodoxa Russa, el 5% són cristians genèrics no afiliats, el 2% són creients cristians ortodoxos orientals sense pertànyer a cap església o membres d'altres esglésies ortodoxes orientals, El 4% són musulmans, el 2% de la població s'adhereix a la fe nativa eslava (Rodnovery) o a l' Udmurt Vos (la fe nativa udmurta), l'1% adhereix a formes de protestantisme i l'1% de la població són vells creients. A més, el 29 % de la població es declara «espiritual però no religiosa», el 19 % és ateu i el 3,9 % segueix altres religions o no ha donat resposta a la pregunta.
L'Església Ortodoxa Russa local és el Metropolitanat d'Udmúrtia, que comprèn l'Eparquia d'Ijevsk (fundada el 1927) sota el bisbe i el metropolità Viktorin (Kostenkov) (2015), l'Eparquia de Glazov (fundada el 1889) sota el bisbe Viktor (Sergueiev) i l'Eparquia de Sarapul (fundada el 1868) sota el bisbe Anthony (Prostikhin) (2015).

#### Jueus
Els jueus udmurts són un grup territorial especial dels jueus asquenazites, que es va començar a formar a les zones residencials de parla turca mixta (Tàtars, Kriashens, Baixkirs, poble Txuvaix), de parla finesa (Udmurts, poble Mari) i eslau. -població parlant (Russos). Els jueus Ashkenazites al territori de la República Udmurt van aparèixer per primera vegada a la dècada de 1830. Els jueus udmurts havien format la varietat local sobre la base del Yiddish d'Udmúrtia fins a la dècada de 1930 i els trets del Yiddish dels migrants s'hi "unien" (en els anys 1930 i 1940); com a resultat, fins als anys 70 i 80, la varietat udmurt del Yiddish (udmurtish) es va dividir en dos subgrups lingüístics: el subgrup central (amb els centres Ijevsk, Sarapul i Vótkinsk) i el subgrup del sud (amb els centres Kambarka, Alnaixi), Agriz i Nàberejnie Txelní). Un dels trets característics de l'udmurtix és un nombre notable de paraules de préstec Udmurt i Tàtar.

## Cultura
El folklore udmurt s'entén tant en un sentit ampli (kalyk oner, kalyk todon-valan, kalyk viz - coneixement popular, saviesa popular), com en un sentit més restringit (kalyk kylos, kalyk kylburet - poesia popular, poesia oral). En la vida quotidiana, el folklore no es divideix en gèneres, es percep en unitat amb la cultura material, amb aspectes religiosos, legals i ètics. Les definicions de termes populars han incorporat l'acció ritual (syam, nerge, yilol, kiston, kuyaskon, syuan, madiskon ), paraules simbòlicament figuratives i de formació màgica (madkyl, vyzhykyl, tunkyl, kylbur ), comportament musical i coreogràfic (krez, gur, shudon-serekyan, thatchan, ecton )